# Lepechinia dioica
Lepechinia dioica là một loài thực vật có hoa trong họ Hoa môi. Loài này được J.A.Hart mô tả khoa học đầu tiên năm 1984 publ. 1985.